# Hans Christian Rørdam
Hans Christian Rørdam (født 18. marts 1803 i Serup, død 21. december 1869 i Hammer) var en dansk præst og teologisk forfatter.
Rørdam tilhørte en gammel sjællandsk præsteslægt, der oprindelig hed Brun, men omtrent 1700 skiftede navn, i det en gren kaldte sig Lindam, en anden Rørdam, rimeligvis efter byen Rørby. 
Rørdam var en søn af Thomas Schat Rørdam, der ved hans fødsel var sognepræst i Serup og Lemming mellem Viborg og Silkeborg, til sidst sognepræst i Tølløse på Sjælland og provst for Merløse og Tuse Herreder, og Cathrine Georgia, født Teilmann. Hans søn Thomas Skat Rørdam blev biskop over Sjælland i 1895.
Han blev født i Serup, og efter at have modtaget undervisning hjemme kom han 1816 i Roskilde Skole, fra hvilken han blev dimitteret 1820. 1824 blev han teologisk kandidat, og derpå tilbragte han, som alumnus på Elers' Kollegium, nogle år i København, sysselsat med undervisning (i von Westens Skole) og med teologiske, navnlig eksegetiske, studier. Han var, ligesom hans yngre broder Peter Rørdam, i de år medlem af en vennekreds, "Fraternitas sodalistica", til hvilken Arve Christian Linde Heiberg, Andreas Lorentz Casse, Christian Andreas Hermann Kalkar og andre hørte. 1828 vandt han den teologiske licentiatgrad ved en afhandling om det såkaldte Barnabas-brevs autenti, og året efter blev han sognepræst i Låstrup og Skals i Viborg Stift.
I sin afsides liggende jyske præstegård fortsatte han studierne. Han skrev en fortolkning til Matthæusevangeliet (1838) og en disputats for den teologiske doktorgrad, der behandlede de patristiske vidnesbyrd om vore kanoniske evangeliers, særlig Matthæusevangeliets, oprindelse (1839), og sammen med præsten H.L. Møller udgav han et skrift Om Fornødenheden af en Reform i det kirkelige Skriftemaal, en sag, der optog ham stærkt og også senere gentagne gange bragte ham til at tage til orde. 
1840 blev han sognepræst ved Sankt Michaelis Kirke i Fredericia og annekset Erridsø, og da der i oktober 1848 skulle skrides til valg af et medlem for Fredericia til den grundlovgivende Rigsforsamling, stillede han sig; men han blev ikke valgt. Som præst i Fredericia oplevede han krigens Trængsler, og senere var han medlem både af den private og af den af regeringen indsatte komité, der skulle understøtte dem af Fredericias indbyggere, der havde lidt ved bombardementet. 
185 blev han sognepræst for Hammer og Lundby, og hans anseelse som præst og teolog var så stor, at han blev valgt til at være med i den Kirkekommission (1854), der navnlig skulle drøfte forfatningssagen. Som præst på Sjælland tog han også virksom del i Roskilde Præstekonvents møder, og en tid lang var han konventets formand. 
1868 blev han medlem af den anden Kirkekommission, og på den indbragte han forslag om oprettelse af en teologisk eksamenskommission, om en reform af det kirkelige skriftemål, om en revision af ritualet og af bønnerne i salmebogen, om salget af salmebøger og bibler, henhørende under Waisenhusets privilegium, og om en udvidelse af valgmenighedsloven.
Fra Fredericia havde han udsendt en populær kirkehistorie (1849; 2. opl. 1858) og forskellige prædikener til erindring om Krigstiden i 1848 og om 6. juli 1849 (1849 og 1850). På Sjælland fortsatte han sin forfattervirksomhed. Han belyste Den romerske Kirkes Indbydelse til de troende (1854) og den tridentinske Trosbekjendelse (I-II, 1854) og udsendte et par nyttige småskrifter til vejledning ved bekæmpelsen af mormonismen (Om Mormonerne, 1852, 3. oplag; Nyt Bidrag til Oplysning om Mormonerne, 1854); desuden gav han en udvikling af Luthers lille Katekismus (1854) og et bidrag til forklaring af Vor Kirkes offentlige Gudstjeneste (1863). 1853 optrådte han ogsaa med et lille skrift til forsvar for konferensråd Caspar Frederik Wegener, da denne var trådt i skranken for Kongelovens arvefølge. Ved sine skrifter og ved sin livlige og dygtige deltagelse i de kirkelige forhandlinger vandt han et i alle lejre anset navn.
7. august 1829 havde han ægtet Conradine Engelbreth (død 1885), datter af den lærde præst Wolf Frederik Engelbreth, en højsindet og energisk kvinde, der hjalp sin mand med at give hjemmet et sådant præg, at der fra det kunne udgå sønner, som fortsatte den gamle præsteslægts kirkelige og videnskabelige traditioner.